# Otra vuelta de tuerca (miniserie televisiva)
Otra vuelta de tuerca è una miniserie televisiva del 1981, diretta da Dimitrio Sarrás e tratta dal racconto Il giro di vite di Henry James.

## Trama
Una giovane donna viene assunta per fare da istitutrice a due bambini rimasti orfani, Miles e Flora. Ben presto la donna inizia a sospettare che i fantasmi della precedente istitutrice, la signorina Jessel, e del suo amante stiano tormentando i due bambini.